# Amsel
Amsel is een dorp in de gemeente Tamanrasset, in de gelijknamige provincie van Algerije. Het ligt op de oostelijke oever van de rivier de Oued Irzerzou, 19 kilometer ten zuiden van de stad Tamanrasset.